# Флаг Пыталовского района
Флаг муниципального образования «Пыталовский район» Псковской области Российской Федерации.
Утверждён 20 июля 2005 года и внесён в Государственный геральдический регистр Российской Федерации с присвоением регистрационного номера 1937.

## Описание
Представляет собой прямоугольное полотнище с отношением ширины к длине 2:3, разделённое на две равные горизонтальные полосы — жёлтую и красную, поверх которых вплотную к древку помещена зелёная полоса с зубчатым краем, габаритный размер полосы — 2/7 длины полотнища.

## Обоснование символики
Разработан на основе герба, который составлен с учётом местных особенностей: Пыталовский район является приграничном рубежом на северо-западе России, что отражено на флаге специальным приёмом — полосой со стенозубчатым краем. Пограничную символику дополняет сочетание красного и зелёного цветов.
Жёлтая (золотая) полоса — часть исторического герба города Пыталово (в 1938—1945 годах — Абрене), разработанного во время принадлежности города к Латвийской республике.
Жёлтый цвет (золото) в геральдике символизирует постоянство, великодушие, богатство, урожай, жизненную энергию.
Зелёный цвет символизирует природу, надежду, здоровье, сельское хозяйство.
Красный цвет символизирует мужество, силу, труд, красоту, жизнь.

## Похожие флаги

Флаг Бенина